# コロボックル物語
『コロボックル物語』（コロボックルものがたり）は、佐藤さとる・有川浩によるファンタジー小説のシリーズ。
シリーズ累計発行部数は、380万部を記録している（2021年7月時点）。

## 概要
神と人間の中間の存在とされる「コロボックル」と、人間との交流を描いた小説。
「コロボックル」とは身長3cmほどの種族。非常に敏捷で、人間から身を隠して生きており、人前にはアマガエルのスーツを着て姿を現す。優れた知恵を持ち、人間には聞き取れないほどの早口で喋る。それぞれ樹木の名を冠した名前を持ち、男性は「○○ノヒコ」、女性は「○○ノヒメ」という名前になる。
佐藤はアイヌの伝承に登場する小人「コロポックル」、日本神話に登場する少彦名命、さらに知人から聞いた小さく敏捷な魔物「ポックリさん」を組み合わせて「コロボックル」を創造した。

## 略歴
1959年3月に佐藤が自費出版した『だれも知らない小さな国』に端を発する。師匠の平塚武二の助言で私家版を各所に送付したところ、同年8月に講談社より出版されることとなった。
当初は若菜珪による挿絵が描かれていたが、第2作『豆つぶほどの小さないぬ』（1962年）での画風の変化を受け佐藤は新たな画家を捜し、村上勉と出会う。3作目『星からおちた小さな人』（1965年）は村上が挿絵を担当したが、佐藤は挿絵に満足せず、議論の末に現代的なデザインに改められた。以降は過去作の文庫本化なども含め、村上が一手に挿絵を手がけることとなる。
1971年発表の第4作『ふしぎな目をした男の子』をもって、シリーズは一度終了（ただし翌年にコロボックルの童話を1編発表している）。しかし、ファンから続編の要望が多く寄せられ、その返事として第5作『小さな国のつづきの話』（1983年）を発表、あらためてシリーズを完結させた。その後、コロボックルの過去のエピソードとして、1987年に特別巻『小さな人のむかしの話』（その後『コロボックルむかしむかし』に改題）を発表。2010年よりシリーズの復刊が行われた際には、村上がカバー挿画を描き下ろしたものの、村上も「これでコロボックルを描くのはもう終わり」と宣言した。2013年には私家版『だれも知らない小さな国』の復刻版に、佐藤が特別付録「コロボックル物語・番外編 ブドウ屋敷文書の謎」を書き下ろし、これが佐藤による最後のシリーズ作品となった（佐藤は2017年に逝去）。
完結時より佐藤はコロボックル物語を「オープンエンド」と称し、ルールさえ守れば誰が続きを書いても構わないとしてきたが、2011年に有川浩との対談の席上で、佐藤が有川に執筆を打診。2014年の有川による掌編『コロボックル絵物語』を経て、2015年に長編『だれもが知ってる小さな国』が発表された。またシリーズが継続したことを受け、村上も「引退宣言」を撤回し挿絵を担当した。

## シリーズ作品

### 長編
- だれも知らない小さな国（1959年）
- 豆つぶほどの小さないぬ（1962年）
- 星からおちた小さな人（1965年）
- ふしぎな目をした男の子（1971年）
- 小さな国のつづきの話（1983年）
- 小さな人のむかしの話 - コロボックルむかしむかし（1987年）
- だれもが知ってる小さな国（2015年）

### 童話
- コロボックルそらをとぶ（1971年）
- トコちゃんばったにのる（1971年）
- コロボックルふねにのる（1971年）
- そりにのったトコちゃん（1972年）

### 短編
- ヒノキノヒコのかくれ家
- 人形のすきな男の子
- 百万人にひとり
- へんな子
- コロボックル物語・番外編 ブドウ屋敷文書の謎（2013年） - 私家版『だれも知らない小さな国』復刻版特別付録。
- コロボックル絵物語（2014年）

### その他
- コロボックル童話集（1983年） - 短編集。産経新聞や「ワンダーブック」（世界文化社）などに発表した短編や、前述の童話などを収録。
- コロボックルの世界へ（2015年） - 佐藤の監修によるコロボックル物語のガイドブック。
- コロボックルの小さな画集（2015年） - 村上による描き下ろしイラストと文による画集。
- コロボックル ぬりえ（2017年） - 村上による描き下ろしイラストを収録した塗り絵。

### テレビアニメ
- 冒険コロボックル（1973年10月6日 - 1974年3月30日、日本テレビ系列局）
  - 同アニメを下敷きにしたコミカライズ版もある。